# 옌스 빈터

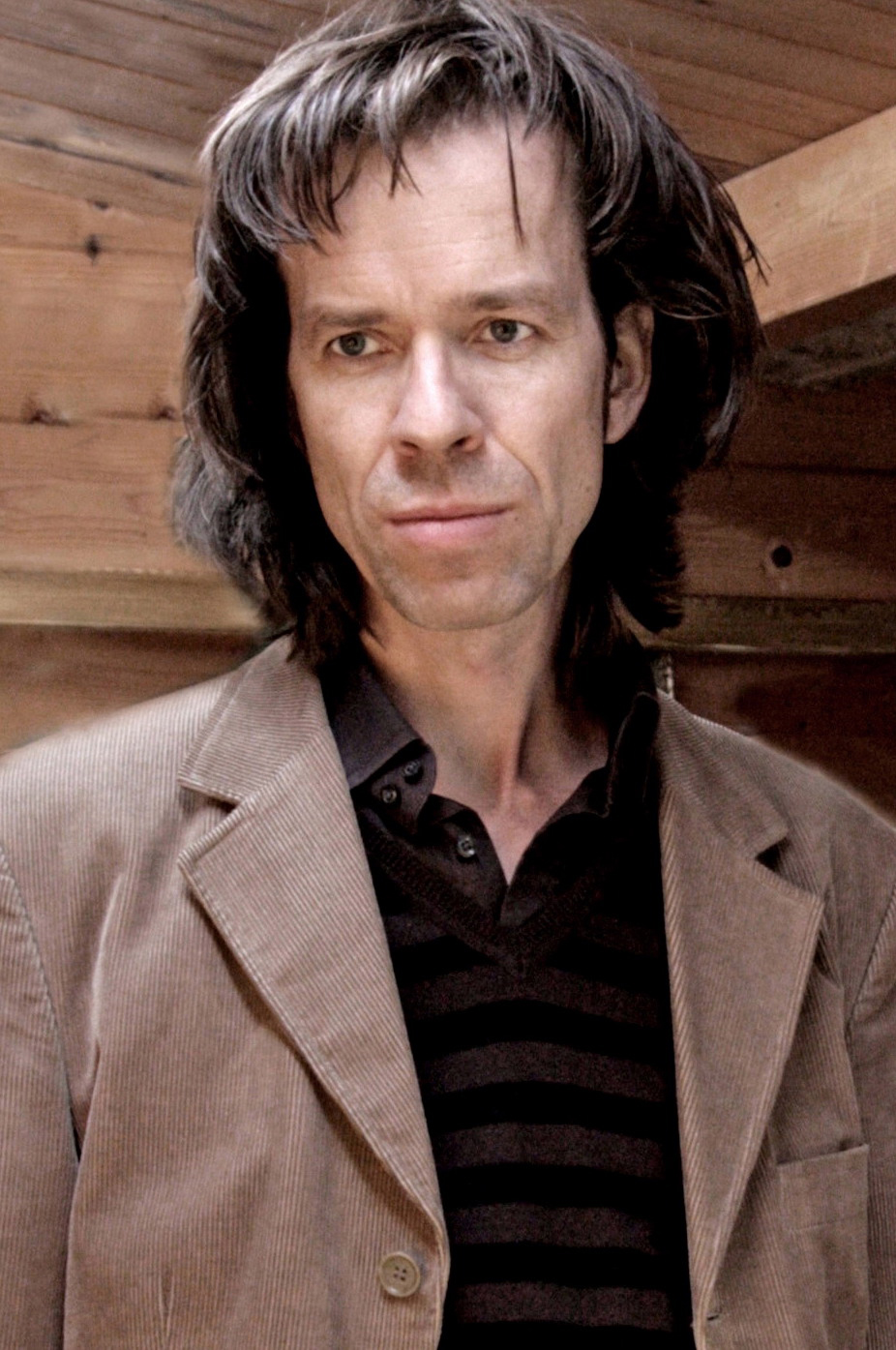

옌스 빈터(독일어: Jens Winter, 1965년 5월 26일 ~ )는 독일의 배우이다.

## 영화
- 모리츠 앤 디 우드우즈 (2013년)
- 요나의 거대한 향수병 (2010년)
- 그 해 여름의 비행접시 (2008년)
- 히틀러 칸타타 (2005년)
- 루터 (2003년) - 푸거 감사관 역